# 1935 (szám)
Az 1935 (római számmal: MCMXXXV) az 1934 és 1936 között található természetes szám.

## A matematikában
A tízes számrendszerbeli 1935-ös a kettes számrendszerben 11110001111, a nyolcas számrendszerben 3617, a tizenhatos számrendszerben 78F alakban írható fel.
Az 1935 páratlan szám, összetett szám. Kanonikus alakja 32 · 51 · 431, normálalakban az 1,935 · 103 szorzattal írható fel. Tizenkét osztója van a természetes számok halmazán, ezek növekvő sorrendben: 1, 3, 5, 9, 15, 43, 45, 129, 215, 387, 645 és 1935.
Az 1935 huszonnyolc szám valódiosztóösszeg-függvényeként áll elő, ezek közül a legkisebb a 3633.